# Zhao Faqing
Zhao Faqing (赵发庆S, Zhào FāqìngP; Dalian, 3 gennaio 1964) è un allenatore di calcio ed ex calciatore cinese, di ruolo difensore, tecnico del Chengdu Qianbao.

## Palmarès

### Giocatore

#### Competizioni nazionali
- Campionato cinese: 4

Liaoning: 1990, 1991, 1992, 1993

#### Competizioni internazionali
- AFC Champions League: 1

Liaoning: 1989-1990